# Чорнобиль (фільм, 2021)
«Чорнобиль» — російський драматичний фільм режисера Данила Козловського. У головних ролях: Данило Козловський, Філіп Авдєєв, Оксана Акіньшина і Равшана Куркова.
Прем'єра фільму була запланована на 15 жовтня 2020 року, але пізніше була перенесена на 15 квітня 2021 року.

## Сюжет
Квітень 1986 року. Аварія на Чорнобильській АЕС ставить під загрозу мрію Олексія і життя всіх тих, хто його оточує. Пожежний в Прип'яті Олексій Карпушин перед катастрофою закохується в перукаря Олю. У минулому у них вже були відносини, але тоді Олексій упустив свій шанс. Тепер у Олі є маленький син Льоша, але Олексій має намір ніколи більше не повторювати колишніх помилок: він розповідає Олі про свої почуттях, і всі разом вони планують переїхати до моря.
Фільм розповідає про трьох ліквідаторів наслідків катастрофи на Чорнобильській АЕС — пожежного Олексія, інженера Валеру та водолаза Бориса, яким доручена вкрай важка місія, її виконання необхідне для запобігання глобальної катастрофи. Можливий другий вибух, катастрофічні наслідки якого можуть бути незрівнянно більшими. Олексій вирушає гасити пожежу, а потім занурюється під ядерний реактор, щоб випустити воду з резервуара і рятує всіх від трагедії.
Робочою назвою фільму була «Небезпечна вода», потім обрали варіант «Коли падали лелеки».

## У ролях
- Данило Козловський — Олексій Карпушин, рятувальник, пожежний (головна роль)
- Оксана Акіньшина — Ольга Савостіна, дружина Олексія
- Філіп Авдєєв — Валера, інженер
- Микола Козак — Борис, військовий водолаз
- Равшана Куркова — Діна, лікарка-радіолог
- Ігор Черневич — Тропін
- Максим Блінов — Микита
- Петро Терещенко — Льоша
- Артур Бесчастний — Стисін
- Анатолій Просалов — батько дівчинки в автобусі
- Світлана Котова — жителька Прип'яті
- Андрій Арчаков
- Самвел Тадевосян — Тігран, пожежний
- Дмитро Матвєєв — Юра Кондратюк, пожежний
- Марія Абрамова — Катя
- Даніела Богатирьова
- Олександр Аляб'єв — Іван
- Микола Самсонов — Коля, пожежний
- Марія Ульянова — дружина пожежного Колі
- Антон Шварц — солдат
- Аліна Мількова — учасниця евакуації
- Маргарита Мезіна — медсестра
- Катерина Мезіна — медсестра
- Тетяна Каргаєва — медсестра
- Павло Давидов — Семен, ліквідатор
- Павло Чернявський — учасник евакуації
- Наталія Блажиєвська
- Андрій Козаков — Сергій, пожежний
- Микита Карпінський — Дмитро, пожежний
- Юлія Джулай — Марина, перукарка
- Анна-Марія Даниленко
- Анастасія Куїмова — медсестра швидкої допомоги
- Олександр Кудренко — водій швидкої
- Ольга Макєєва
- Юрій Оборотов
- Валентин Овсюк — лікар-радіолог
- Дмитро Поднозов
- Володимир Симонов
- Володимир Свірський
- Ганна Дубровська
- Владислав Абашин
- Олена Ворончіхіна
- Тетяна Казанцева — медсестра
- Олег Рязанцев — лікар в евакуації
- Антон Філіпенко — лікар-радіолог у Києві
- Дмитро Бесіда — міліціонер
- Олександра Черкасова-Служитель
- Гліб Пускепаліс
- Анна Шатилова
- Кай Гетц
- Савелій Албутов
- Поліна Райкіна
- Ельвіра Кекева

## Фільмування
Фільм увійшов до списку 14 кінопроєктів, які отримають фінансову підтримку Фонду Кіно. Вихід картини в прокат спочатку планувався на 15 квітня 2021 року. Права на дистрибуцію фільму в Північній Америці придбала компанія Capelight Pictures.